# Larentia farinata
Larentia farinata là một loài bướm đêm trong họ Geometridae.